# كين سميث (لاعب كرة قدم)
كين سميث (بالإنجليزية: Ken Smith)‏ (21 مايو 1932 في المملكة المتحدة - 1 يونيو 2011 بهارتفوردشير في المملكة المتحدة) هو لاعب كرة قدم بريطاني في مركز الهجوم. لعب مع أكسفورد يونايتد وشروزبري تاون ونادي بلاكبول ونادي سندرلاند ونادي كارلايل يونايتد ونادي هاليفاكس تاون ونادي غيتزهد ونادي ساوث شيلدز ‏ وTrowbridge Town F.C. ‏ ودارلينجتون إف سى.